# Banatski Sokolac
Banatski Sokolac (en serbe cyrillique : Банатски Соколац ; en hongrois : Biószeg) est un village de Serbie situé dans la province autonome de Voïvodine. Il fait partie de la municipalité de Plandište dans le district du Banat méridional. Au recensement de 2011, il comptait 271 habitants.

## Démographie

### Évolution historique de la population
| 1948 | 1953 | 1961 | 1971 | 1981 | 1991 | 2002 | 2011 |
| ---- | ---- | ---- | ---- | ---- | ---- | ---- | ---- |
| 893  | 869  | 728  | 622  | 458  | 369  | 366  | 271  |

|  |